# Plaza del Mentidero
La plaza del Mentidero es una pequeña plaza de Cádiz, destacada actualmente como espacio estrechamente ligado al carnaval.

## Descripción
De planta triangular y alargada, es el eje principal de un barrio que nace en 1755 para completar la ciudad entre los cuarteles de Carlos III y la plaza de San Antonio. En dicha plaza se labra un humilladero por voluntad de la Cofradía del Santísimo Cristo de la Expiración, más tarde llamado Cruz de la Verdad. Nombre irónico, pues en el lugar se reunían los desocupados para hacer circular todo tipo de rumores, falsedades y noticias inciertas, por lo que pasó a llamarse Plaza de la Cruz de las mentiras.
- Datos: Q6080435
- Multimedia: Plaza del Mentidero / Q6080435